# Christian Berglund
Christian Jonas Berglund, född 12 mars 1980, är en svensk före detta professionell ishockeyspelare som spelade i NHL, SHL, NLA och HockeyAllsvenskan. Han valdes som 37:e spelare totalt i NHL-draften 1998 av New Jersey Devils.
Hans son Jack Berglund är också en hockeyspelare och gjorde mål i sin SHL debut med Färjestad i november 2023, då 17 år gammal.

## Karriär
Christian Berglund inledde sin professionella hockeykarriär säsongen 1997–98 då han vid 17 års ålder skulle göra elitseriedebut för Färjestad. Hans stora genombrott kom säsongen 2000–01 då han svarade för 17 mål och 20 assist för totalt 37 poäng på 49 matcher i Elitserien, vilket gjorde att han valde att skriva på för NHL-laget New Jersey Devils, där han dock fick finna sig i att spela mestadels för dess farmarlag Albany River Rats i AHL. Berglund hade även ett flertal lyckosamma säsonger i den schweiziska ishockeyligan Nationalliga A mellan 2005 och 2010. Han representerade totalt två klubbar och noterades för sammanlagt 99 mål och 123 assist för totalt 222 poäng på 226 matcher.
Inför säsongen 2010–11 valde Berglund att skriva på ett fyraårskontrakt med Färjestad, framför bud från bland annat Schweiz och den ryska ishockeyligan KHL.
Berglund var en tuff och intensiv spelare, som ofta retade upp motståndare med sin spelstil. Han jobbade alltid hårt, och spelade ofta i så kallade "checking lines", det vill säga kedjor som ska hindra motståndarnas stjärnor från att göra mål. Hans lagarbete uppskattades av lagkamraterna, inte minst när han spelade i NHL.
Christian har fem syskon som heter Daniel, Lisa, Josefin, Carl och Niclas. Hans lillebror Carl Berglund är hockeyspelare i Bofors IK. Christian är också kusin med den tidigare SM-guld vinnaren med Färjestad Fredrik Eriksson, numera i Nürnberg Ice Tigers.
Den 9 mars 2016 meddelade Berglund officiellt att han avslutar sin karriär.

## Meriter
- U18 EJC guld 1998
- J20 SuperElit guld 1999 med Färjestad BK
- SM-silver 2001, 2005 och 2014 med Färjestad BK
- SM-guld 2011, med Färjestad BK

## Statistik

### Klubbkarriär
| 1997–98            | Färjestad BK       | SHL                | 1   | 0  | 0   | 0   | 0   | —  | —  | —  | —  | —   |
| 1998–99            | Färjestad BK       | SHL                | 37  | 2  | 4   | 6   | 37  | 4  | 1  | 0  | 1  | 4   |
| 1999–00            | Bofors IK          | HA                 | 6   | 2  | 0   | 2   | 12  | —  | —  | —  | —  | —   |
| 1999–00            | Färjestad BK       | SHL                | 43  | 8  | 6   | 14  | 44  | 7  | 2  | 1  | 3  | 10  |
| 2000–01            | Färjestad BK       | SHL                | 49  | 17 | 20  | 37  | 142 | 16 | 7  | 7  | 14 | 22  |
| 2001–02            | Albany River Rats  | AHL                | 60  | 21 | 26  | 47  | 69  | —  | —  | —  | —  | —   |
| 2001–02            | New Jersey Devils  | NHL                | 15  | 2  | 7   | 9   | 8   | 3  | 0  | 0  | 0  | 2   |
| 2002–03            | Albany River Rats  | AHL                | 26  | 6  | 14  | 20  | 57  | —  | —  | —  | —  | —   |
| 2002–03            | New Jersey Devils  | NHL                | 38  | 4  | 5   | 9   | 20  | —  | —  | —  | —  | —   |
| 2003–04            | New Jersey Devils  | NHL                | 23  | 2  | 3   | 5   | 4   | —  | —  | —  | —  | —   |
| 2003–04            | Florida Panthers   | NHL                | 10  | 3  | 1   | 4   | 10  | —  | —  | —  | —  | —   |
| 2004–05            | Färjestad BK       | SHL                | 48  | 7  | 13  | 20  | 97  | 14 | 2  | 3  | 5  | 56  |
| 2005–06            | SC Rapperswil-Jona | NLA                | 44  | 24 | 20  | 44  | 124 | 11 | 4  | 8  | 12 | 63  |
| 2006–07            | SC Bern            | NLA                | 42  | 17 | 25  | 42  | 97  | 16 | 5  | 5  | 10 | 18  |
| 2007–08            | SC Bern            | NLA                | 48  | 13 | 20  | 45  | 80  | 6  | 0  | 4  | 4  | 4   |
| 2008–09            | SC Rapperswil-Jona | NLA                | 49  | 22 | 25  | 47  | 80  | 5  | 2  | 4  | 6  | 14  |
| 2009–10            | SC Rapperswil-Jona | NLA                | 43  | 23 | 21  | 44  | 75  | 7  | 6  | 6  | 12 | 2   |
| 2010–11            | Färjestad BK       | SHL                | 51  | 17 | 15  | 32  | 68  | 11 | 2  | 6  | 8  | 2   |
| 2011–12            | Färjestad BK       | SHL                | 53  | 16 | 11  | 27  | 61  | 11 | 3  | 3  | 6  | 8   |
| 2012–13            | Färjestad BK       | SHL                | 51  | 15 | 22  | 37  | 103 | 10 | 2  | 1  | 3  | 10  |
| 2013–14            | Färjestad BK       | SHL                | 38  | 8  | 10  | 18  | 77  | 15 | 1  | 1  | 2  | 57  |
| 2014–15            | BIK Karlskoga      | HA                 | 43  | 9  | 12  | 21  | 26  | 2  | 0  | 0  | 0  | 14  |
| 2015–16            | BIK Karlskoga      | HA                 | 46  | 12 | 8   | 20  | 53  | 4  | 0  | 2  | 2  | 6   |
| SHL totalt         | SHL totalt         | SHL totalt         | 371 | 90 | 101 | 191 | 629 | 88 | 20 | 22 | 42 | 169 |
| Allsvenskan totalt | Allsvenskan totalt | Allsvenskan totalt | 95  | 23 | 20  | 43  | 91  | 6  | 0  | 2  | 2  | 20  |
| NHL totalt         | NHL totalt         | NHL totalt         | 86  | 11 | 16  | 27  | 42  | 3  | 0  | 0  | 0  | 2   |
| NLA totalt         | NLA totalt         | NLA totalt         | 226 | 99 | 123 | 222 | 456 | 33 | 9  | 17 | 26 | 85  |